# Puskás Tivadar Távközlési és Informatikai Technikum
A Puskás Tivadar Távközlési és Informatikai Technikum nagy múltú, 1912. október 24-én alapított oktatási intézmény távközlési, hírközlési, majd adatátviteli, informatikai (egy időben felsőfokú) szakemberek képzésére. A létesítmény a korábbi Gyáli úti Posta telep szélén található. 

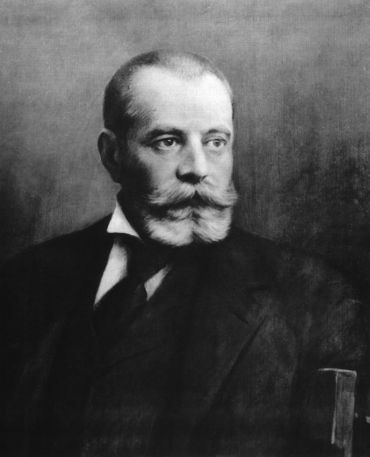
Az iskola névadója

Az iskola 1953. január 1-én vette fel Puskás Tivadar mérnök nevét, aki találmányával a telefonhírmondóval az elektronikus műsorszórás elindítója volt, egyes tudománytörténészek pedig őt tekintik a telefonközpont feltalálójának is.
A széleskörű és kiváló szakmai képzésnek köszönhetően az iskola végzősei mindig is keresettek voltak nemcsak a Magyar Posta műszaki, távközlési területein, de a különféle híradástechnikai, távközlési vállalatoknál, gyáraknál, sőt a Honvédség és a különféle fegyveres testületek híradós alakulatainál is, és jó alapozást jelentett a különféle, elsősorban szakirányú egyetemekhez, főiskolákhoz.
Az egyéb közismereti és humán tárgyak oktatási színvonalára jellemző, hogy a végzős hallgatók egy (kisebbik) része korábban is nem szakirányú egyetemen, főiskolán tanult, illetve tanul tovább.
2010. június 20. óta hivatalos elnevezése a BMSZC Puskás Tivadar Távközlési Technikum Infokommunikációs Szakgimnáziuma.
Bródy János az iskola egykori növendéke:
„Elszántan készültem a mérnöki pályára. Már az általános iskolában. Nyolcadik után nyáron egy kutatóintézetben dolgoztam, és a mai napig emlékszem rá, miként találkoztam az első magyar kísérleti számítógépekkel. Ez csak még nagyobb kedvet csinált nekem a műszaki tudományok iránt. Olyannyira, hogy nem gimnáziumba, hanem a Puskás Tivadar Távközlési Technikumba mentem. Ott aztán foglalkoztunk rádiókkal, elektroncsövekkel, félvezetőkkel, belekóstoltunk az átviteltechnikába, és mind ez tovább növelte érdeklődésemet. Kétségem sem volt afelől, hogy érettségi után a Műegyetem Villamosmérnöki Karára felvételizem.”

## Az iskola története
A magyar távközlés a XIX. századi technikai fejlődéssel először a Magyar Királyi Posta feladatkörébe került. A hagyományos postai szolgáltatások (levél, csomag és pénzküldemények kézbesítése, személyszállítás) mellé egyre újabb, a modern technika vívmányait felhasználó távközlési, hírközlési szolgáltatás társult.
Elsőként a távíró, majd a telefon, rádió, telex, televízió, adatátvitel, informatika.
Ezzel párhuzamosan egyre nagyobb lett az igény a korszerű távközlési berendezések, létesítmények megfelelő szakmai színvonalon történő létesítésére, telepítésére, karbantartására és fenntartására alkalmas szakemberek képzésére. Elsősorban ezeknek a rendszereknek központ és előfizetői oldali és a köztes átviteltechnikai berendezései tekintetében.
Így alakult meg a Magyar Királyi Posta Műszerész Tanonciskolája 1912. október 24-én.
Az iskola épülete a kezdetektől a Posta Kísérleti Intézet és a Posta Központi Javító Üzeme között elhelyezkedő, a Gyáli út 22. alatt található saroképület (a Gyáli úti Posta telep szélén). Tervezője Fleischl Róbert volt az 1910-es években.
Az intézmény fő feladatkörének és telephelyének meghagyása mellett többszöri feladatkör és névváltoztatáson, módosításon ment át:
- 2020-tól – BMSZC Puskás Tivadar Távközlési és Informatikai Technikum
- 2015-2020 – BMSZC Puskás Tivadar Távközlési Technikum Infokommunikációs Szakgimnáziuma
- 2010–2015 – BMSZC Puskás Tivadar Távközlési Technikum Infokommunikációs Szakközépiskola
- 1994–2010 – Puskás Tivadar Távközlési Technikum (1994. július 1.)
- 1985–1994 – Puskás Tivadar Híradástechnikai Szakközépiskola és Technikum
- 1973–1985 – Puskás Tivadar Híradástechnikai Szakközépiskola
- 1972–1973 – Puskás Tivadar Távközléstechnikai Szakközépiskola
- 1969–1972 – Puskás Tivadar Távközlési Technikum és Szakközépiskola
- 1953–1969 – Puskás Tivadar Távközlési Technikum (1953. január 1.)
- 1951–1953 – Villamosipari Technikum (1951. szeptember 1.)
- 1950–1951 – MTH 30. sz. Iparitanuló-Iskola (1950. január 1.)
- 1945–1950 – Magyar Posta Műszerész Tanonciskola (Iparostanuló Iskola)
- 1912–1945 – Magyar Királyi Posta Műszerész Tanonciskola (1912. október 24.)

## Az iskola igazgatói
- 2021-től – Mamira György
- 2012-2021 – Heller Ferenc
- 1991–2012 – Dr. Horváth László Ferenc
- 1991 – Dr. Horányi Istvánné
- 1987–1991 – Nagy István
- 1969–1987 – Kecskeméthy Emil
- 1968–1969 – Lukovics József
- 1964–1968 – Dr. Szekér Ferenc
- 1963–1964 – Szászvári Jenő
- 1962–1963 – Nánási Sándor
- 1959–1962 – Rácz János (névazonosság, 1963-tól a Puskás Felsőfokú Technikum igazgatója)
- 1954–1959 – Rácz János
- 1951–1954 – Mihályovszky János
- 1949 – Pécsi József
- 1947–1949 – Felsővályi János
- 1942–1947 – Szent-Katolnay Elekes Jenő
- 1935–1942 – Fritz Jenő
- 1928–1935 – Schiffler Ottmár
- 1921–1928 – Ferenczy Zsigmond
- 1919–1921 – Kisfaludy Károly
- 1912–1919 – Balla Pál

## Oktatás
- 5 évfolyamos szakgimnázium

Elérhető végzettségek:
- Távközlési technikus
- Infokommunikációs hálózatépítő és -üzemeltető
- Informatikai rendszer- és alkalmazásüzemeltető technikus
- Szoftverfejlesztő és -tesztelő technikus[6]

## A közéletben a szakmán kívül híressé lett diákjai közül
- Ágoston György válogatott kézilabdázó, edző (1961–1965)
- Bányai Nándor válogatott labdarúgó, edző (1943–1947)
- Bezerédi Zoltán színművész (1969–1973)
- Bródy János Kossuth-díjas és Liszt Ferenc-díjas énekes, zeneszerző, szövegíró (1960–1964)
- Horváth Attila dalszövegíró, költő  (1960–1964)
- Imre Géza világ- és Európa-bajnok, kétszeres olimpiai ezüstérmes, kétszeres olimpiai bronzérmes párbajtőrvívó (1989–1994)
- Joós László a veszprémi Petőfi Színház Jászai Mari-díjas színművésze  (1958–1962)
- Kapuvári Gábor újságíró, televíziós szerkesztő, műsorvezető  (1966–1970)
- Katona Kálmán országgyűlési képviselő, közlekedési, hírközlési és vízügyi miniszter (1962–1966)
- Kis Tóth Sándor[7] mexikói[8] olimpikon, sokszoros válogatott tornász, szakedző, az UTE volt vezető edzője, versenybíró (1955–1959)
- Kocsis András Sándor képzőművész, a Kossuth Kiadó elnök-vezérigazgatója, a Magyar Könyvkiadók és Könyvterjesztők Egyesülésének elnöke  (1967–1972)
- Nagy György televíziós műsorvezető, szerkesztő (1967–1972)
- Schöck Ottó zenész, zeneszerző (1960–1964)
- Tihanyi Endre válogatott tornász, hatszoros bajnok (1959–1963)
- Závodi János zenész, gitáros (Mini, Piramis, Hobo Blues Band)  (1962–1966)
- Zsinka András 32-szeres magyar bajnok atléta (1962–1966)

## Érdekességek

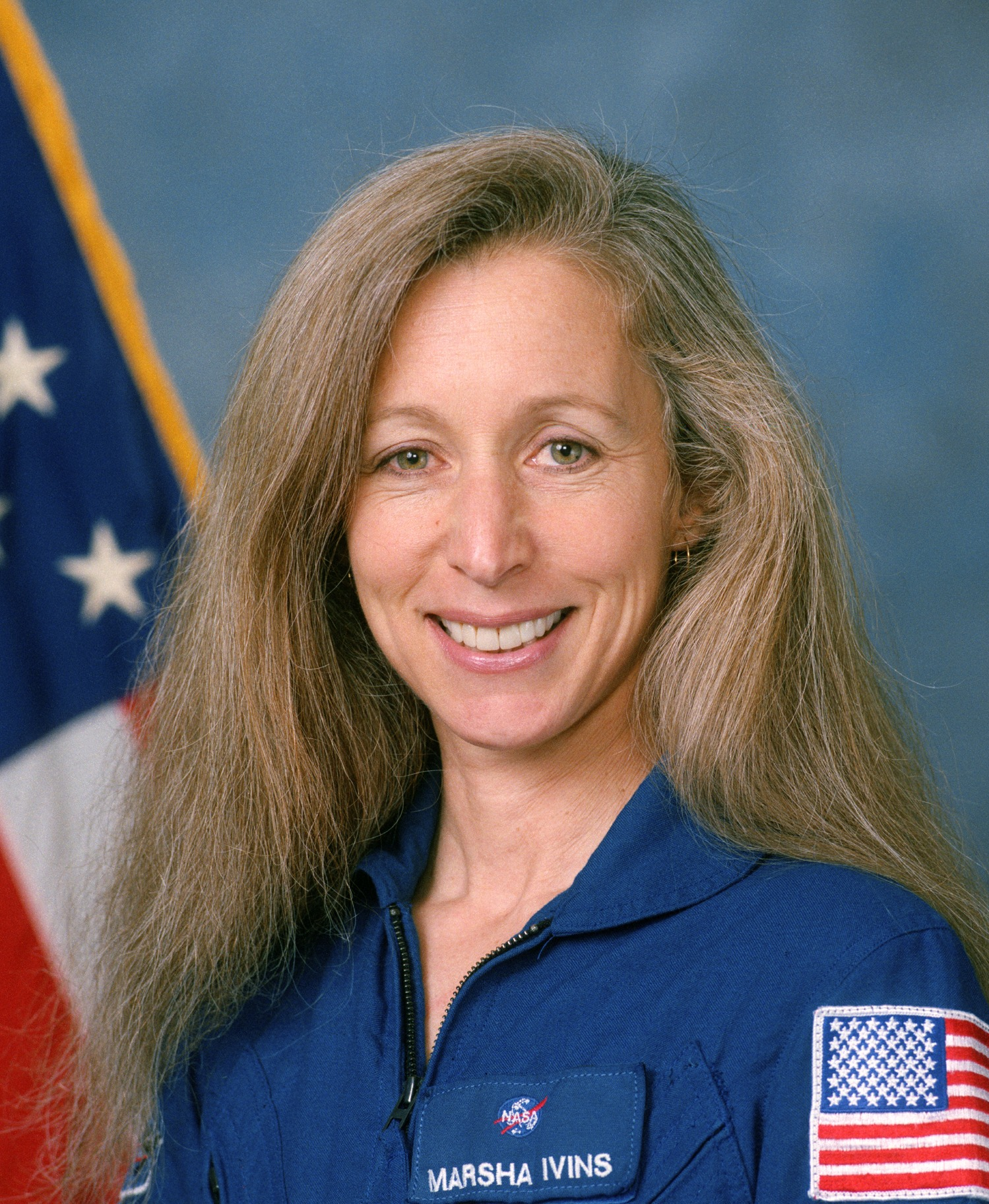
Marsha Ivins amerikai űrhajós

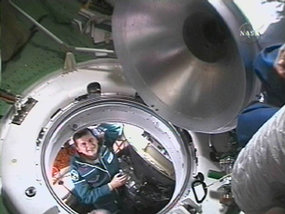
Charles Simonyi a súlytalanságban

- 2012. december 6-án az iskola Marsha Ivins amerikai űrhajóst látta vendégül. Az alkalomból interjú is készült vele.
- Ifjabb Simonyi Károly (Charles Simonyi) 2007-es űrrepülése során az iskola rádióamatőr köre rádiókapcsolatot létesített a Nemzetközi Űrállomással, amelynek segítségével a technikum hat diákja tehetett fel kérdéseket neki.
- 2001. februárjában az iskola tanulói indították el a Cool FM rádiót, amely 2012-ig az FM 107,3-on sugárzott fiataloknak szóló műsort Budapesten.
- Szathmáry Gyöngyi Munkácsy Mihály-díjas szobrászművész két alkotást készített az iskola számára: 1999-ben Békésy György, 2000-ben Magyari Endre portréját.
- A 75 éves jubileum alkalmából a Magyar Televízió közel egy órás műsort mutatott be az iskoláról (Mitiők ifjúsági műsor sorozat, 1986. június 21.)
- Fodor András költő ifjúkori barátja, az iskola kiváló pedagógusa, Bornyi Sándor magyar-történelem szakos tanár kapcsán, aki „családapája” volt az Eötvös Kollegiumban, ismeretlenül némileg lekezelően beszél az iskoláról 1991-ben megjelent naplójában. De Fodornak valójában semmilyen információja sem volt az iskoláról és még a nevét se tudta. („1974. március 19. kedd … Öregszenek a filoszok! – mondta László. Ez legkevésbé Bornyin látszik, aki csak egy szakmunkásképző technikumban lett tanár …”)
- Itt állt az az LGT együttes által megénekelt „csukott bútorszállító”, amelyben az első kísérleti rádióadások stúdióját rendezték be (A rádió című dal a Zene – Mindenki másképp csinálja 1977-es albumukról).